# Matthew Modine
Matthew Modine (Loma Linda, Califòrnia, 22 de març de 1959) és un actor estatunidenc, tant de cinema com de televisió i teatre.

## Biografia
Matthew Modine va néixer a l'estat de Califòrnia, el fill petit de Dolores i Mark Modine, una família mormona.
Veient un documental sobre la pel·lícula Oliver! va decidir que volia ser actor, i el 1979 va marxar a Nova York. Treballant de xef va conèixer Caridad Rivera, amb qui es va casar el 31 d'octubre de l'any següent.
Matthew va començar a obtenir papers al cinema, i també al teatre i la televisió.
Viu amb la seva dona i els seus dos fills (un nen i una nena) al barri d'Upstate Millbrook (Nova York).
Entre les seves aficions es troben l'horticultura, la pintura, la fusteria, i la pesca. Ha fundat BFAD (Bicycle For A Day), una iniciativa global que reuneix gent que prefereix anar en bicicleta per tal de reduir la petjada de carboni.

## Filmografia
| - 1983: Streamers, de Robert Altman - 1983: Baby It's You - 1984: The Hotel New Hampshire - 1984: Birdy - 1984: Mrs. Soffel - 1985: La recerca (Vision Quest) - 1987: Full Metal Jacket, de Stanley Kubrick - 1987: Orphans - 1988: Casada amb tots (Married to the Mob) - 1989: Gross Anatomy - 1990: Memphis Belle - 1990: Pacific Heights - 1992: Equinox, d'Alan Rudolph - 1992: La força del vent (Wind) - 1993: Short Cuts, de Robert Altman - 1994: The Browning Version - 1995: Bye Bye Love - 1995: Xamba, un gos molt humà (Fluke) - 1995: L'illa dels caps tallats - 1997: The Blackout - 1997: El director (The Maker) - 1997: The Real Blonde - 1999: Notting Hill (no surt als crèdits) - 1999: Any Given Sunday - 2000: Very Mean Men - 2001: In the Shadows - 2001: The Shipment - 2001: Nobody's Baby - 2003: Le divorce - 2003: Hollywood North - 2004: Funky Monkey - 2005: Opa! - 2005: Mary - 2005: Transporter 2 | - 2006: Kettle of Fish - 2007: Have Dreams, Will Travel, de Brad Isaacs - 2007: Go Go Tales - 2007: The Neighbor - 2008: Santa, the Fascist Years - 2008: The Garden of Eden - 2008: I Think I Thought - 2009: Little Fish, Strange Pond - 2010: The Trial - 2011: Mia and the Migoo - 2011: Too Big to Fail - 2011: Jesus Was a Commie - 2011: The Flying House (2011) - 2011: Ansiedad ("See If I Care") - 2012: Family Weekend - 2012: The Dark Knight Rises - 2012: Girl in Progress - 2013: Jobs - 2013: Last Days of Coney Island - 2014: Altar - 2014: Unity (Documental) - 2015: The Heyday of the Insensitive Bastards - 2015: Proof (sèrie TV) - 2016: The Confirmation - 2016-2017: Stranger Things (sèrie TV) - 2016: Army of One - 2016: Stars in Shorts: No Ordinary Love - 2016: Come Diventare Grandi Nonostante i Genitori - 2016: The Brainwashing of My Dad (Documental) - 2017: The Hippopotamus - 2017: 47 Meters Down - 2018: Sicario: Day of the Soldado - 2018: An Actor Prepares - 2023: Oppenheimer |

## Premis i nominacions

### Premis
- 1983: Millor actor per Streamers (1983), al Festival de Cinema de Venècia
- 1994: Globus d'Or especial al repartiment de la pel·lícula Short Cuts (1993)[2]

### Nominacions
- 1993: Copa Volpi al Festival de Cinema de Venècia pel repartiment de Short Cuts (1993)
- 1994: Emmy al millor actor de minisèrie per And the Band Played On (1993)
- 1994: Globus d'Or al millor actor de minisèrie o telefilm per And the Band Played On (1993)
- 1994: Independent Spirit al millor actor per Equinox (1992)
- 1998: Globus d'Or al millor actor de minisèrie o telefilm per What the Deaf Man Heard (1997)
- 2001: Satellite Award al millor actor de minisèrie o telefilm per Flowers for Algernon (2000)